# Тихомиров, Анатолий Георгиевич
Анатолий Георгиевич Тихомиров (1899—1980) — советский хоровой дирижёр, педагог, музыкально-общественный деятель. Организатор и руководитель первых музыкальных коллективов БАССР. Заслуженный деятель искусств Башкирской АССР (1954).

## Биография
Родился 23 марта 1899 года в деревне Калтыманово Уфимского уезда Уфимской губернии (ныне — Иглинского района Башкортостана).
В 1919—1922 гг. являлся артистом Государственного хора при политотдела Военного комиссариата Башкирской АССР. С 1929 года — руководитель вокального квартета концертно-эстрадного бюро.
В 1935—1939 гг. — организатор и руководитель башкирских и русских хоров вокальной студии Башкирской советской профессуры.
В 1938—1940 гг. параллельно был преподавателем хорового класса и теоретических дисциплин Уфимского музыкального училища, а также курсов по подготовке дирижёров для сельских хоров при Хоровом обществе Башкирской АССР.
В 1941—1955 гг. с перерывами являлся руководителем хоров Башкирской государственной филармонии. В 1944 году руководил хором Башкирского радиокомитета.
С 1955 года до 1959 года Анатолий Георгиевич был главным хормейстером Башкирского государственного театра оперы и балета.

## Творческая деятельность
Анатолий Тихомиров является автором многочисленных обработок русских, башкирских и татарских народных песен для хора, а также переложений сочинений башкирских и русских композиторов.

## Публикации
- Шесть башкирских народных песен для хора. Уфа: Башк. кн. изд-во, 1962.